# Allobates olfersioides
Allobates olfersioides – gatunek płaza bezogonowego z rodziny Aromobatidae o skomplikowanej historii systematyki. Osiąga 16, maksymalnie 19 mm długości. Grzbiet czerwonobrązowy, bocznie ciemniejszy pasek, brzuch jasny, często niepigmentowany, zwłaszcza u samic. Zasiedla dno lasu atlantyckiego w Brazylii. Kijanki wylęgają się na lądzie w gnieździe, po czym rodzice zanoszą je do niewielkich zbiorników wodnych. Liczebność populacji spada, ale gatunek nie jest zagrożony wyginięciem.

## Budowa
Jest to niewielki drzewołaz. Długość od czubka pyska do kloaki wynosi u obu płci do 19 mm. Zaobserwowano nieznaczny dymorfizm płciowy na korzyść samic: 16,4 do 16 mm.
Verdade i Rodrigues (2007) opisują gatunek po zsynonimizowaniu następująco. Za zaokrąglonym czubkiem trapezoidalnego pyska leżą wydatne nozdrza, sterczące ze szczęki nieco wystającej nad żuchwą. Tęczówka jest brązowa. Tułów jest smukły, eliptycznego kształtu. Ogólnie gładką skórę grzbietu pokrywają niewielkie guzki, niekiedy ograniczone do okolic pachwinowych. Grzbiet zabarwia czerwonawy brąz, pokryty paskami ciemniejszego koloru, krzyżującymi się pośrodkowo. Paski te u 15% osobników nie występują. Wzór taki najczęściej spotyka się w stanie Bahia, w stanie Rio de Janeiro spotka się go rzadziej niż u jednego osobnika na setkę. W Alagoas i Sergipe spotyka się najczęściej płazy z pojedynczym iksem na grzbiecie, stanowią prawie ¾ spotykanych płazów. Pozostałe miały ich więcej. Często jednak jeden z iksów był większy, nie stykał się z innymi. Inny pas biegnie bocznie od pyska przez nozdrza i oczy do pachwiny. Niekiedy jest szersza, z księżycowatym siateczkowaniem, zwłaszcza w Espirito Santo. Na południe zaś pas jest lepiej odgraniczony, w Rio de Janeiro jeszcze szeroki, zwężając się bardziej na południe, jak w Alagoas, Bahia i Sergipe. Do góry od tegoż pasa biec może krótszy jaśniejszy pas, biegnący od oka ku kończynom przednim, aczkolwiek w Alagoas stwierdza się go tylko u 3% osobników, w Bahia zaś u nieco mniej niż połowy. W Rio de Janeiro obserwowano go u 16% płazów. Od dwóch do trzech ciemniejszych pasków zdobi także kończyny dolne, u części zwierząt i te pasy mogą nie występować. Gardło i brzuch są prawie niepigmentowane, jasne, kremowe, około steku znaczenie w kształcie litery C. U samic częściej nie ma na nim żadnego pigmentu, aż u połowy. U 35% z nich pigment sięga klatki piersiowej, u pozostałych 15% okolicy pachwinowej. U samców zawsze występuje jakiś barwnik, a u 85% sięga on okolicy pachwinowej.
Kciuk dłuższy jest od kolejnego palca, a palec trzeci nie jest poszerzony (średnica 0,3 mm). Pomiędzy 3. i 4. palcem dolnej kończyny istnieje błona pławna.
Gatunek mniejszy od Allobates nidicola i Allobates vanzolinius. Od Allobates bruneus różni się słabiej wyrażonym ciemnym paskiem i niewidocznymi u samców rezonatorami, Allobates caeruleodactylus ma zaś niebieskawe palce. Nie ma też dyskowatych przylg na palcach jak Allobates conspicuus, Allobates crombiei czy Allobates gasconi, odróżniają się one także szczegółami ubarwienia, podobnie jak Allobates marchesianus. Nieposzerzony 3. palec różni go od A. gasconi i Allobates fuscellus.

## Systematyka

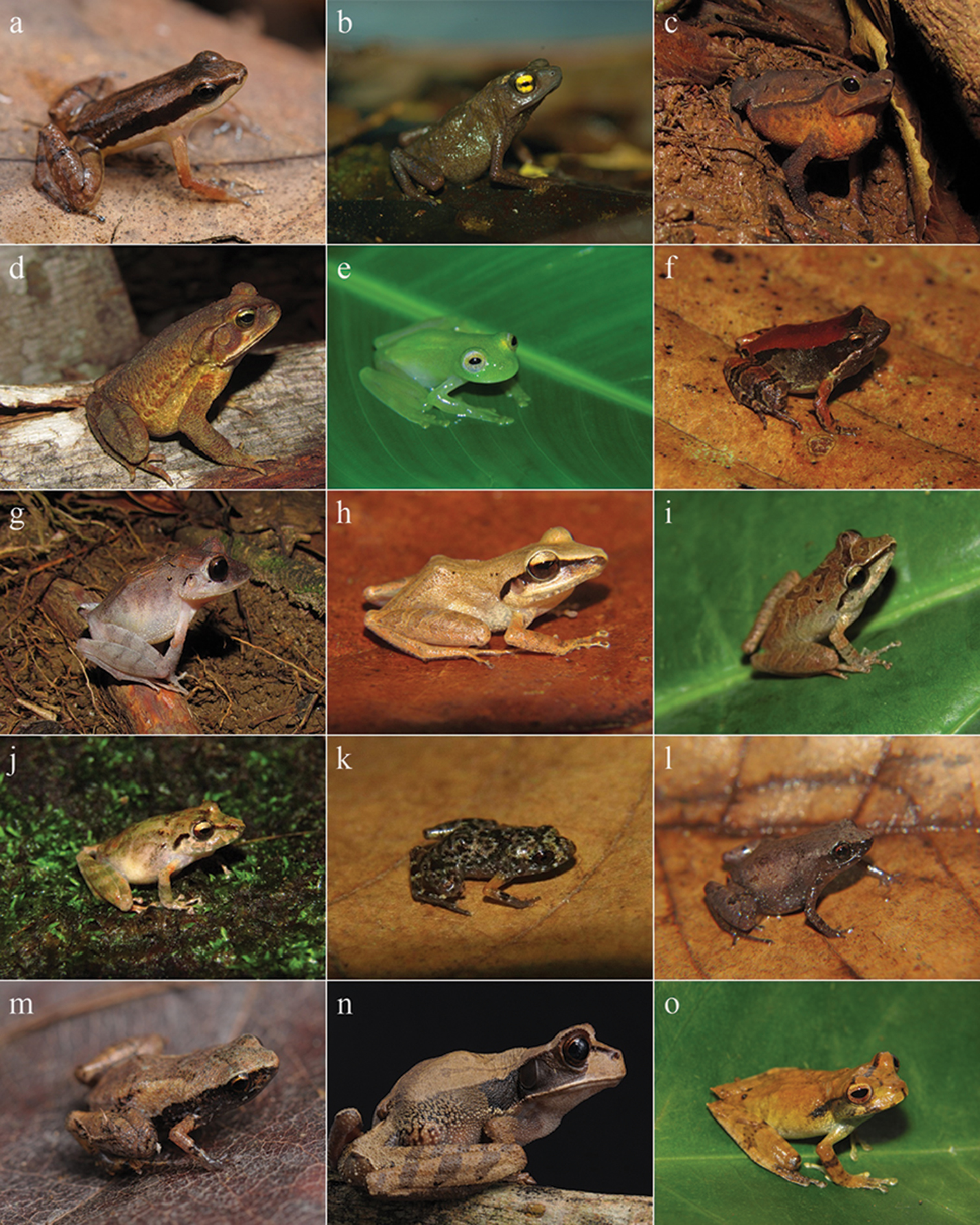
Płazy z rezerwatu przyrody w stanie Bahia. Opisywany gatunek na tablicy barwnej oznaczono literą A

Systematyka przedstawia się skomplikowanie. Gatunek opisany został pod nazwą Eupemphix olfersioïdes przez brazylijskiego lekarza i zoologa Adolpho Lutza w 1925, znaleziony na terenach przybrzeżnych brazylijskiego stanu Rio de Janeiro. Holotyp oznakowano jako MNRJ 783 (obecnie został z niego tylko fragment). 30 lat później nazwę tę uznano za młodszy synonim Phyllobates brunneus opisanego przez Cope’a w 1887. Po kolejnych 11 latach ukazała się praca zawężająca miejsce typowe gatunku do Angra dos Reis.
W 1967 Bokermann opisał z lasu atlantyckiego Phyllobates alagoanus z Usina Sinimbu, Mangabeiras, Alagoas, Phyllobates capixaba z Lagoa do Macuco, Refugio Sooretama, Linhares, Espirito Santo i Phyllobates carioca z Represa Rio Grande, Jacarepaguá, Rio de Janeiro, stan Rio de Janeiro. Gatunek w 1971 Edwards zaliczył do rodzaju Colostethus, tak samo czyniąc z pozostałymi trzema. W 2006 Grant et al. zaliczyli je do Allobates. Uznawane były one jednak cały czas za osobne gatunki. Wyróżniano więc jako osobne gatunki A. alagoanus, A. capixaba, A. carioca i A. olfersioides. Odróżniano je za pomocą ubarwienia, kształtu głowy, długości od pyska do kloaki, długości kończyn, palców, wielkości guzków na dłoniach i stopach. Niemniej wydawały się do siebie ogólnie podobne, a różnice opisano dzięki niewielkim co do liczebności grupom. Jednakże kolejne badania wskazały na powierzchowny charakter różnic pomiędzy tymi populacjami. W efekcie zsynonimizowano je ze sobą, uznając za wiążącą nazwę Allobates olfersioides, pozostałe natomiast pozostawiając młodszymi synonimami. Z biegiem czasu opisywano pewne dalsze różnice, choćby dotyczące wydawanych przez samce głosów, uznawane z kolei przez innych autorów za słaby argument za rozróżnianiem gatunków. Pojawiały się propozycje uznania za synonimy tylko części z rozpatrywanych nazw. Wykryto także różnice molekularne. Mogły one wskazywać na odrębność populacji z Alagoas i z miejsca typowego. Obecnie pozostawiane są w tym samym gatunku, jednakże rozwiązanie takie nie uchodzi za ostateczne, pozostaje tymczasowe aż do kolejnych badań.
Drzewołazy zaliczano w przeszłości do jednej rodziny drzewołazowatych (Dendrobatidae). Jednakże dawniejsze Dendrobatidae odpowiadają obecnemu taksonowi Dendrobatoidea, obejmującemu także rodzinę Aromobatidae. Do tej rodziny przeniesiono także 4 gatunki z rodzaju Colostetus, umieszczone w rodzaju Allobates.

## Tryb życia
Allobates olfersioides prowadzi dzienny tryb życia. W razie zagrożenia skacze i nurkuje w ściółce.
Płaz nawołuje ostrym trelem.
Z jaja wylęga się larwa zwana kijanką. Proces ten odbywa się w wilgotnym gnieździe umieszczonym na lądzie. Następnie rodzice przenoszą je do tymczasowych kałuż bądź małych rzeczek na dnie lasu. Kijanki pływają w nich aż do przeobrażenia. Kijanka widziana z góry zdaje się eliptyczna, z boku zaś owalna. Pysk ma zaokrąglony, eliptyczny otwór gębowy kieruje się do przodu i do dołu, pod kątem 45°. Przednia warga liczy 5 brodawek, dolna zaś 24. Wzór zębowy 2(1)/3. Bocznie leżą skierowane grzbietowo-bocznie oczy, w tym samym kierunku kierują się okrągłe nozdrza. Płetwa brzuszna, rozpoczynająca się 0,5 mm przed końcem ciała, ułożona jest równolegle do mięśni ogona. Płetwa grzbietowa zaś leży do niej pod kątem 30°. Koniec ogona jest zaokrąglony, tworzy kąt 60°. Przy osiągnięciu odległości od pyska do kloaki 7,4 mm ulegają metamorfozie.
Długość pokolenia szacuje IUCN na 3 lata.

## Rozmieszczenie geograficzne
Jest to endemit Brazylii. IUCN wymienia następujące stany, w których występuje: Sergipe, Rio de Janeiro, Espírito Santo, Bahia, Alagoas, Pernambuco.

## Ekologia
Allobates obejmuje płazy żyjące na liściach drzew. A. olfersioides jest endemitem lasu atlantyckiego. Wedle IUCN zamieszkuje jednak na dnie lasu, kryjąc się w ściółce. W Bahia żyją też na bromeliowatych Hohenbergia littoralis. Prócz pierwotnych zasiedla także wtórne wilgotne lasy deszczowe, jak i suchą restingę. Kijanki wymagają zbiornika wodnego, którym jest tymczasowa kałuża.
Zwierzę zasiedla tereny od poziomu morza do wysokości 1000 m.

## Zagrożenia i ochrona
Całkowita liczebność spada. IUCN wyróżnia 4 populacje, zasiedlające Rio de Janeiro, Espírito Santo, Bahia oraz łącznie Sergipe, Alagoas i Pernambuco. Liczebność trzech z nich spadła znacznie w ostatnich 4 dekadach, w największym stopniu pierwsza z wymienionych. Od końca lat 70. XX wieku nie spotkano ani jednego jej przedstawiciela. Nie ma pewności, czy ta populacja w ogóle jeszcze istnieje, a nawet jeśli tak, to liczy pewnie poniżej pół setki płazów. Kolejna z wymienionych populacji także doznała znacznego spadku, ale Weygoldt w 1989 i Izecksohn wraz z Carvalho-e-Silva w 2001 donosili o obserwacjach pojedynczych osobników, w kolejnych badaniach znajdywano pojedyncze bądź nie znajdywano żadnych. Nie wiadomo dokładnie, czy liczebność obniża się dalej, czy może utrzymuje się na bardzo niskim poziomie. Trudności ze znalezieniem tych płazów dotyczą także populacji w Bahia, gdzie pojedyncze osobniki napotykano na bromeliowatych, w bardzo zagrożonym zniszczeniem siedlisku. Podobne trudności dotyczą ostatniej z wymienionych populacji, cechującej się, jak poprzednia, niskim zagęszczeniem. Z kolei spadki w Rio de Janeiro i Espírito Santo wyglądają na spowodowane chytridiomykozą. Istotnie przeprowadzono badania osobników z kolekcji muzealnej odłowionych w latach 60. i 70. XX wieku w Tinguá w stanie Rio de Janeiro i wykryto u nich wywołującego tę chorobę grzyba Batrachochytrium dendrobatidis. Nie wiadomo jednak, na ile gatunek jest podatny na zakażenie chytridiomykozą. Szybkość omawianego spadku liczebności nie wydaje się jednak aż tak duża, by uzasadniała uznanie gatunku za zagrożony wyginięciem.
IUCN wypowiedziała się o gatunku po raz pierwszy w 2004, kiedy jeszcze zaliczano go do rodzaju Colostethus. Uznano go wtedy za gatunek narażony na wyginięcie (VU). Status ten utrzymywano w kolejnych ocenach publikowanych w latach 2008 i 2010. W 2023 status zmieniono na gatunek najmniejszej troski (LC).
Wśród zagrożeń wymienia się niszczenie siedlisk spowodowane wylesianiem, tworzeniem pastwisk, uprawami, plantacjami leśnymi, rozrostem miast, górnictwem srebra, i chytridiomykozę. Ponadto Hohenbergia littoralis, na której spotykano te płazy, sama jest zagrożona wyginięciem.
Gatunek nie jest wykorzystywany przez człowieka.
Zwierzę zasiedla liczne a rozległe tereny chronione, czego przykładem Park Narodowy Serra da Bocaina. Niemniej skuteczna ochrona gatunku wymaga dalszych badań, w tym systematyki.